# دهنة سر سبيد رود كهنة (دهغاه)
دهنة سر سبید رود کهنة (بالفارسية: دهنه سرسپیدرودکهنه) هي منطقة سكنية تقع في إيران في غيلان. يقدر عدد سكانها بـ 638 نسمة .